# Korallenanemonen
Die Korallenanemonen (Corallimorphidae) sind eine gattungs- und artenarme Familie der Scheibenanemonen (Corallimorpharia) innerhalb der Blumentiere (Anthozoa). Sie sind nahezu weltweit meist in den Küstengewässern wärmerer und gemäßigter Meere verbreitet.

## Merkmale
Sie bilden Kolonien und sind, im Unterschied zu den Seeanemonen, an der Basis zusammengewachsen. Kennzeichnend für die Korallenanemonen sind die retraktilen, "geknöpften Tentakel", d. h. die Tentakelenden sind zu kleinen Kügelchen verdickt.

## Geographische Verbreitung
Korallenanemonen leben nicht nur in den Tropen wie die anderen Scheibenanemonen, sondern kommen auch in gemäßigten Meeren und den Subtropen vor. Die Kalifornische Korallenanemone (Corynactis californica) lebt im Golf von Kalifornien, die Juwelenanemone (Corynactis viridis) im nordöstlichen Atlantik, südlich bis zu den Kanarischen Inseln, die Karibische Juwelenanemone (Pseudocorynactis caribbeorum) lebt in der Karibik.

## Systematik
Derzeit umfasst die Familie drei Gattungen mit insgesamt etwa 18 Arten, die z. T. nur schlecht bekannt sind.
- Familie Korallenanemonen (Corallimorphidae Hertwig, 1882)
  - Gattung Corallimorphus Moseley, 1877
    - Corallimorphus denhartogi Fautin, White & Pearson, 2002
    - Corallimorphus ingens Gravier, 1918
    - Corallimorphus pilatus Fautin, White & Pearson, 2002
    - Corallimorphus profundus Moseley, 1877
    - Corallimorphus rigidus Moseley, 1877

  - Gattung Corynactis Allman, 1846
    - Corynactis annulata (Verrill, 1867)
    - Corynactis australis  Haddon & Duerden, 1896
    - Corynactis californica Carlgren, 1936
    - Corynactis carnea Studer, 1879
    - Corynactis chilensis Carlgren, 1941
    - Corynactis delawarei Widersten, 1976
    - Corynactis denhartogi Ocaña, 2003
    - Corynactis denticulosa (Le Sueur, 1817)
    - Corynactis globulifera (Hemprich & Ehrenberg in Ehrenberg, 1834)
    - Corynactis hoplites Haddon & Shackleton, 1893
    - Corynactis mediterranea Sars, 1857
    - Corynactis parvula Duchassaing & Michelotti, 1860
    - Corynactis sanmatiensis (Zamponi, 1976)
    - Corynactis viridis Allman, 1846

  - Gattung Pseudocorynactis den Hartog, 1980
    - Pseudocorynactis caboverdensis den Hartog, Ocaña & Brito, 1993
    - Pseudocorynactis caribbeorum den Hartog, 1980